# لودوفيكو فيراري
لودوفيكو فيراري (بالإيطالية: Lodovico Ferrari)‏ هو عالم رياضيات إيطالي يذكر أساسا بفضل عمله في المعادلات من الدرجة الرابعة.

## روابط خارجية
- لودوفيكو فيراري على موقع الموسوعة البريطانية (الإنجليزية)